# Heinz Klinger (Manager)
Heinz Klinger (* 16. Mai 1943 in Schluckenau, Landkreis Schluckenau, Regierungsbezirk Aussig) ist ein deutscher Energiemanager.

## Leben
Heinz Klinger studierte Rechtswissenschaften an der Ludwig-Maximilians-Universität München. Dort wurde er 1962 Mitglied der katholischen Studentenverbindung KDStV Aenania München im CV. 1970 wurde er mit der Arbeit Die Werbe- und Verlegertätigkeit des Bayerischen Rundfunks als anstaltsfunktionale Aufgabenerfüllung in München zum Dr. iur. promoviert.
Er war Mitglied des Vorstands der Isar-Amperwerke AG sowie dessen Vorstandsvorsitzender.
Heinz Klinger engagierte sich seit den 1970er Jahren im VDEW und gehörte dem Vorstandsrat der VDEW seit 1989 an. 1996 trat er die Nachfolge von Horst Magerl an und wurde nach der Neuordnung der Vereinigung Deutscher Elektrizitätswerke (VDEW) erster Präsident des VDEW. 1999 war er zudem Verbandskoordinator der Konsensgespräche zur Kernenergie. 2000 übergab Klinger sein Amt an Günter Marquis. 2000 wurde Klinger für die „erfolgreiche Umsetzung des Wettbewerbs im Strommarkt sowie die Reform des Verbandes“ zum Ehrenmitglied der Vereinigung Deutscher Elektrizitätswerke ernannt.
Er ist Mitglied im Freundeskreis der Eugen-Biser-Stiftung.
Klinger gehört dem Verwaltungsrat des Bayrischen Rundfunks seit 2001 an und leitete mehrere Jahre den Technischen Ausschuss des Gremiums. Seit Oktober 2010 ist er stellvertretender Vorsitzender des Verwaltungsrats.
Zudem ist er Vorsitzender des Beirates der Fichtner GmbH & Co. KG in Stuttgart.

## Schriften
- Das Recht der öffentlichen Energieversorgung. ETV seit 1982 (Erstauflage), zusammen mit Ulrich Büdenbender, Wilm Tegethoff